# Kubań

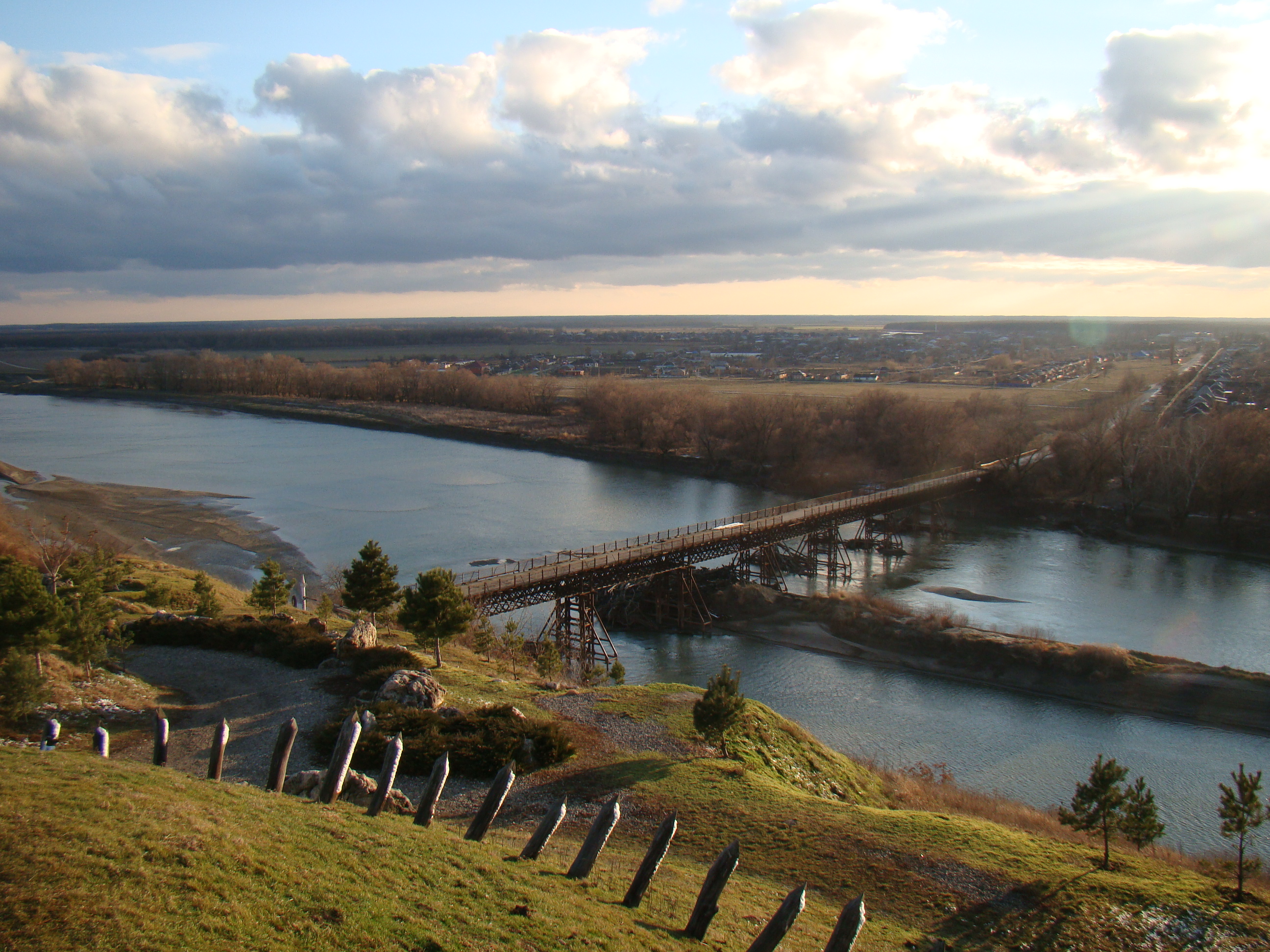
Rzeka w Ust'-Łabińsku

Kubań (ros. Кубань) – rzeka w Rosji, w zachodniej części Kaukazu Północnego, na terenach Karaczajo-Czerkiesji, Kraju Stawropolskiego, Kraju Krasnodarskiego i Adygei.
Długość – 906 km, powierzchnia zlewni – 61 tys. km², średni roczny przepływ: 413 m³/s. Główne dopływy – Łaba, Urup, Teberda, Bieła (lewostronne).
Rzeka wypływa ze stoków Elbrusu w północnym Kaukazie i uchodzi deltą o powierzchni 4,3 tys. km² do Morza Azowskiego, a tym samym do Morza Czarnego. Płynie przez Nizinę Kubańską szeroką doliną z licznymi rozlewiskami i starorzeczami. Około 115 km przed ujściem od głównego biegu rzeki oddziela się odnoga – Protoka.
Rzeka służy do nawadniania (Zbiornik Krasnodarski). Część wód Kubania została skierowana kanałem do rzeki Jegorłyk, należącej do dorzecza Donu. Jest żeglowna w dolnym biegu od miasta Ładoska. Miasta leżące nad rzeką to: Karaczajewsk, Ust-Dżeguta, Niewinnomyssk, Nowokubańsk, Kropotkin, Ust'-Łabińsk, Sławiańsk nad Kubaniem, Armawir, Krasnodar, Czerkiesk. Głównym portem morskim nad tą rzeką jest leżący w delcie Tiemriuk.
Dawniej nad Kubaniem mieszkali Onogurowie.
Mianem Kubania określa się również obszar żyznych ziem objętych dorzeczem tej rzeki.